# Поперешнюк Інна Степанівна
Інна Степанівна Поперешнюк — українська підприємиця, меценатка, громадська діячка. Співзасновниця компанії «Нова пошта», співвласниця ресторану «100 років тому вперед», бренд-амбасадорка New Run, засновниця проєкту для дітей-сиріт «Команда чарівників».[джерело?]

## Життєпис
Інна Поперешнюк народилась та виросла у Полтаві, закінчила Харківський національний економічний університет (ХНЕУ) за спеціальністю «Менеджмент організацій». Після навчання в університеті працювала бухгалтеркою на заводі продовольчих товарів.[джерело?]
У 2001 році в Полтаві Інна Поперешнюк разом з партнерами Володимиром Поперешнюком та В'ячеславом Климовим заснували, вклавши лише $7 тисяч, компанію «Нова пошта», яка зараз є лідером українського ринку експрес-доставки. У 2016 році вона вийшла із складу акціонерів «Нова пошта» і лишилась членкинею Наглядової ради та Головою Кадрового комітету.[джерело?]
У березні 2019 Інна Поперешнюк спільно з шеф-кухарем Євгеном Клопотенком відкрила ресторан «Сто років тому вперед». Ресторан втілює принципово нову сучасну форму української кухні із власними суперфудами, рецептами та новими традиціями із довгим корінням. При розробці концепції ресторану засновники взяли за мету показати, якою була б українська кухня, якби не СРСР, та зруйнувати стереотипи про те, що українська їжа це тільки борщ та вареники.
Одружена, має доньку Анну Поперешнюк.

## Громадська діяльність, меценатство
Інна Поперешнюк розвиває біговий рух в Україні.[джерело?] У 2015 році за підтримки «Нова пошта» спільно з біговою організацією «New Run» в Полтаві вперше пройшов напівмарафон. Станом на кінець 2019 року за сприянням «Нова пошта» пройшло 23 напівмарафони в 9 містах України — для популяризації здорового способу життя та розвитку бігової культури як у містах мільйонниках, так і в невеликих населених пунктах України.[джерело?] У 2018 році Інна пробігла свій перший напівмарафон.[джерело?]
У 2016 році заснувала благодійний проєкт «Команда Чарівників», метою якого є естетичний розвиток дітей у притулках.[джерело?]

## Відзнаки
- отримала нагороду «Благодійник року» від Полтавської міської ради (2015);
- увійшла в рейтинг «100 найбільш впливових жінок України» за версією журналу «Фокус» (2016);[2][3]
- увійшла в рейтинг «Топ-100 успішних жінок України» за версією журналу «Новое Время» (2018[4] і 2020[5]);
- є володаркою премії «За жертовність і любов до України» від Патріарха Київського Філарета та преподобного Паісія Величковського в номінації «Громадська діяльність»;
- відзнака ІІІ ступеню від міського голови Полтави — за сумлінну працю на благо міської територіальної громади м. Полтава, високий професіоналізм, активну громадську позицію, вагомий особистий внесок у розвиток підприємництва міста;
- відзнака від Президента Полтавської обласної федерації легкої атлетики — за вагомий внесок у розвиток легкоатлетичного спорту на Полтавщині;
- орден «Берегиня України».